# Höşmerim

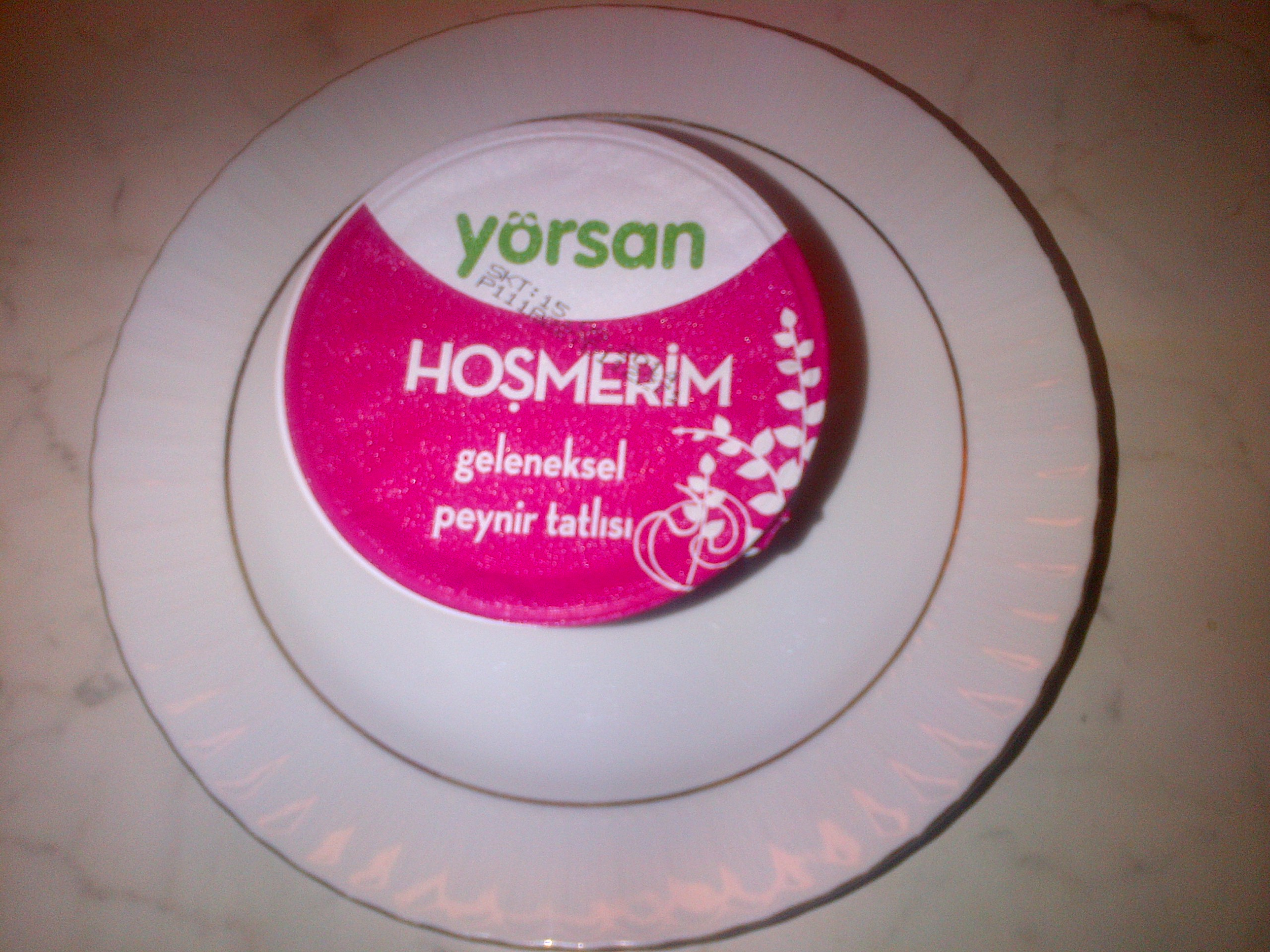
Hösmerim, "geleneksel peynir tatlısı", o sea "dulce de queso tradicional", producido por la compañía de alimentos turco "Yörsan".

Höşmerim es un postre turco hecho a base de cierto queso especial sin sal, sémola, leche, azúcar común, mantequilla y agua. Una receta tradicional cuenta miel en vez de azúcar y kaymak para reemplazar la leche.

## Preparación
La mantequilla se derrite en una sartén o una olla y se le agrega la sémola. Se cocina hasta el cambio de color. En una olla se mezcla la leche con agua y azúcar y al hervir este jarabe se añade a la sémola preparada. El ques(ill)o se ralla dentro de esta mezcla caliente y se sigue cocinando hasta derretir el queso totalmente. Se sirve en recipientes individuales y cuando se enfría se le adorna con almendras fileteadas y tostadas.

## Consumo
Este postre es típico de la Región del Mármara, especialmente de la provincia de Balıkesir. No acostumbrado mucho su elaboración casera en las cocinas de las otras partes del país, generalmente se encuentra a la venta en supermercados tanto en forma industrial (ver foto) o artesanal.

## Véase también

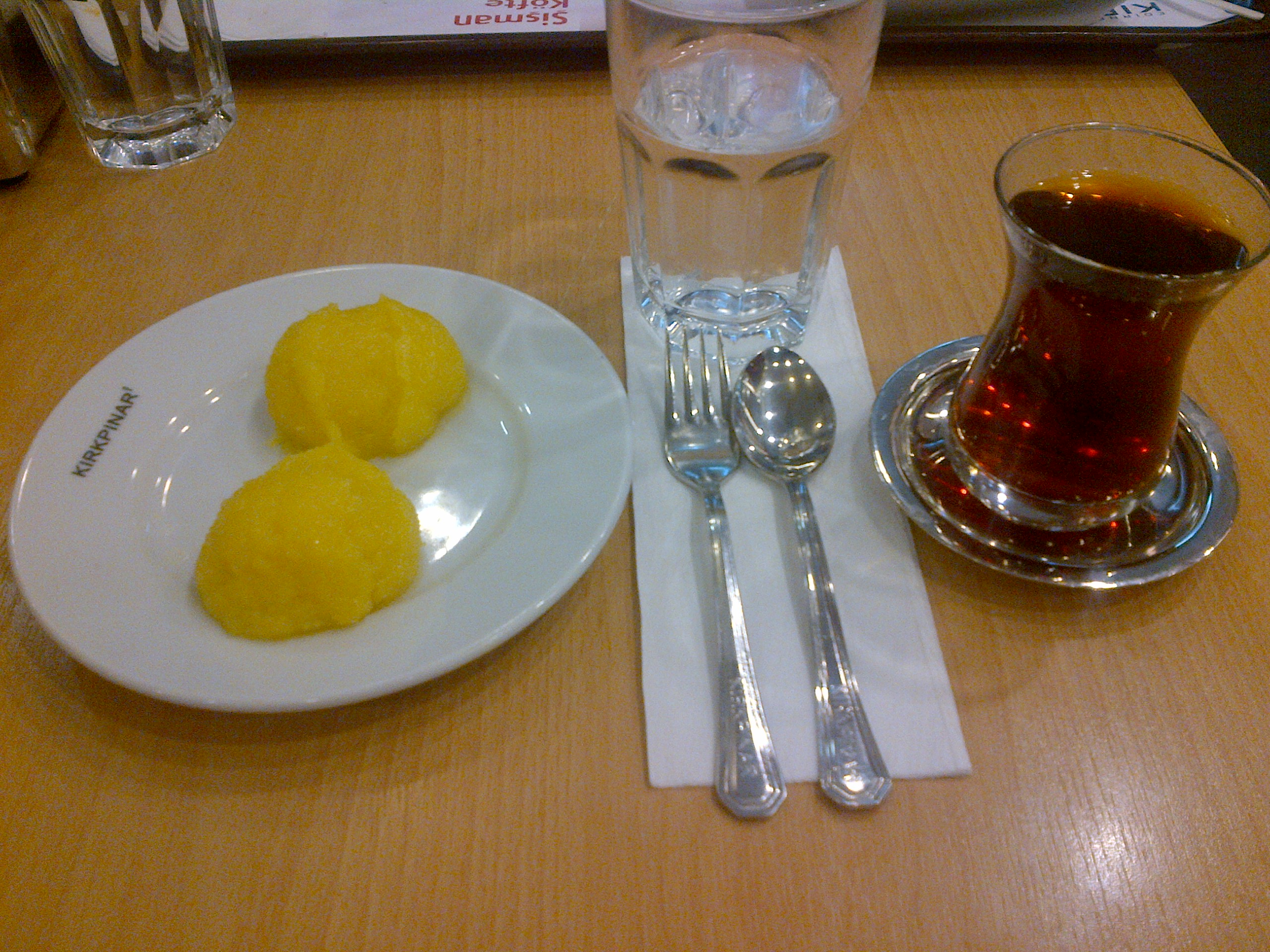
Peynir helvası, otro postre de queso en la cocina turca, parecido a höşmerim, con un vaso de té turco.